# Papier électronique
Pour les articles homonymes, voir Papier (homonymie).

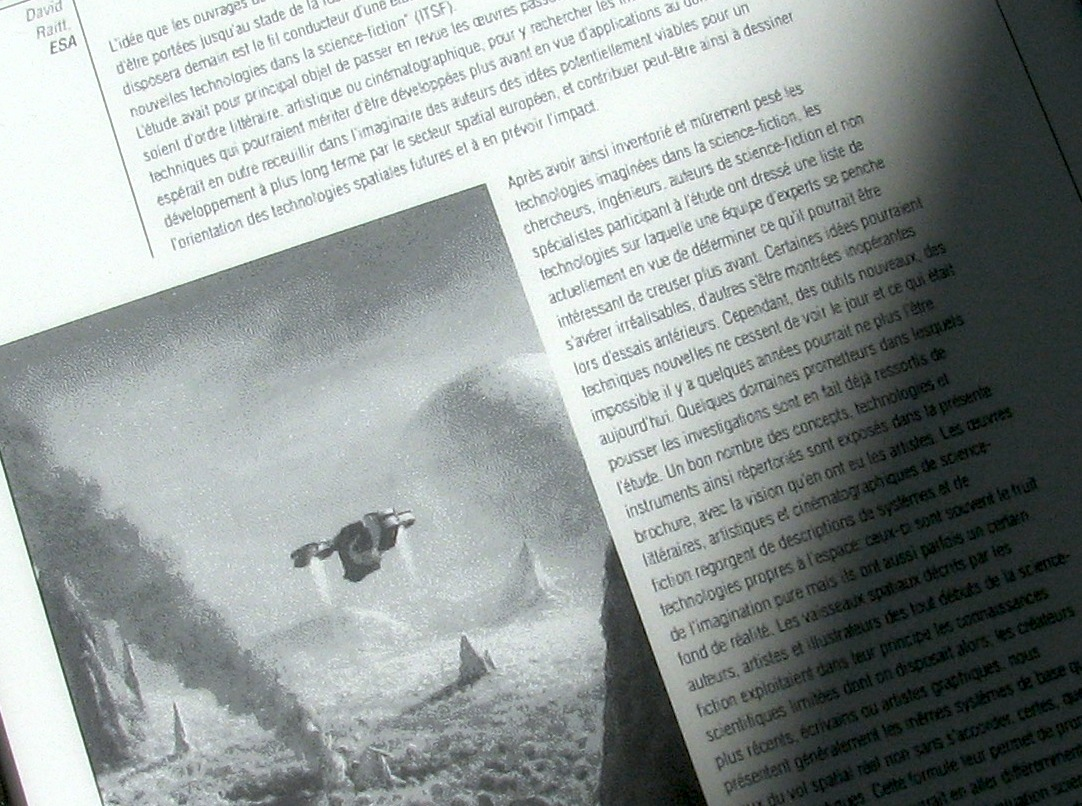
Détail de l'affichage d'un document sur du papier électronique au soleil

Le papier électronique, (en anglais : e-paper), également appelé papiel ou encore encre électronique, (en anglais : e-ink), est une technique d'affichage sur support souple (papier, plastique), modifiable électroniquement, cherchant à imiter l'apparence d'une feuille imprimée et qui, comme le papier, ne nécessite pas d'énergie pour laisser un texte ou une image affiché.
Contrairement aux techniques d'affichage classiques qui nécessitent un rétroéclairage ou l'émission de photons, le papier électronique est purement réflectif et utilise la lumière ambiante de la même manière que le papier classique. Un papier électronique doit pouvoir afficher du texte et des images indéfiniment, sans consommer d'énergie, que ce soit pour l'affichage ou pour un éventuel système de traitement de données, et doit permettre le changement de ce qu'il affiche. La plupart des papiers électroniques consomment de l'énergie uniquement lorsque le contenu affiché est modifié. Les pixels d'un tel système doivent donc posséder plusieurs états distincts stables, de manière à garder intact le contenu affiché en l'absence de source d'énergie.
Le papier électronique a été conçu dans le but de surmonter certaines limitations liées aux écrans d'ordinateurs classiques. Par exemple, le rétro-éclairage de certains écrans peut être agressif pour l'œil humain, alors que le papier électronique reflète la lumière tout comme une feuille de papier classique le ferait. Ainsi, il est très facile de lire sur du papier électronique, quel que soit l'angle sous lequel on le regarde. De plus, le papier électronique est léger, durable, et très flexible par rapport aux autres types d'affichages (mais moins flexible que du papier).
Les applications vont des posters permettant de changer la décoration d'une pièce, des liseuses capables de stocker des versions numérisées de nombreux livres, des étiquettes électroniques, à l'affichage des mesures industrielle ou la domotique. Les cryptogrammes dynamiques qui sécurisent les cartes de crédit récentes utilisent aussi cette technologie.
Il ne faut pas confondre le papier électronique avec le papier utilisé dans les cahiers numériques ;
et ne pas confondre le papier électronique avec le papier connecté qui consiste à pouvoir flasher un visuel avec son smartphone pour accéder à du contenu digital.

## Technologie

### Papier électronique monochrome
Plusieurs technologies permettent de réaliser des papiers électroniques. On en recense deux principales : l'électrophorétique et les cristaux liquides bistables.

#### Affichage électrophorétique
Le composant primaire est une microcapsule qui contient des particules blanches chargées positivement et des particules noires chargées négativement. Lorsque l'on applique un champ électrique négatif, les particules blanches se placent sur une extrémité de la capsule et les noires sur l'autre.
En plaçant des millions de ces capsules sur une surface et en les commandant par des champs électriques, on peut générer une image en deux couleurs et par simple adjonction d'une matrice de filtres on obtient une version couleur (4 096 couleurs).
Le système peut avoir quatre champs électriques pour chaque microcapsule permettant d’avoir trois niveaux de gris en plus du blanc et du noir : 100 % blanc ; 75 % blanc et 25 % noir ; 50 % blanc, 50 % noir ; 25 % blanc, 75 % noir et 100 % noir.
Ce système est bistable, une seule impulsion de polarisation suffit à définir si le pixel est « allumé » ou non. De plus, le très fort contraste d'affichage rend l'éclairage direct ou indirect inutile, tout ceci entraîne un gain de consommation énergétique appréciable. Enfin, le support peut être semi-souple, ce qui est une évolution par rapport aux procédés d'affichage classiques.
Les principaux avantages de ce système sont :
- Sa très faible consommation de courant électrique : ce système consomme uniquement lors du changement de page, ensuite la page reste telle quelle sans consommation d'énergie. Comme pour un livre, l'éclairage vient de la lumière ambiante.
- La possibilité d'avoir des écrans souples, comme l'est le papier.

Historiquement, le premier papier électronique a été développé à partir des années 1970 par Nick Sheridon au Palo Alto Research Center (PARC) de Xerox. Le tout premier papier électronique, appelé « Gyricon », était constitué de sphères de polyéthylène d'un diamètre compris entre 20 et 100 micromètres. Chaque sphère était divisée en deux parties : une demi-sphère noire chargée négativement, et une demi-sphère blanche chargée positivement, le tout formant un dipôle électrostatique pouvant être commandé grâce à deux électrodes. Les sphères sont maintenues prisonnières dans une bulle d'huile permettant leur rotation libre, le tout pris dans une feuille de silicone transparent. La polarité de la tension appliquée aux électrodes de chaque dipôle détermine laquelle des deux faces pointe vers le haut. On peut ainsi contrôler informatiquement les sphères indépendamment les unes des autres.
Dans les années 1990, un autre type de papier électronique a été inventé dans les laboratoires du MIT par Joseph Jacobson, cofondateur de la société E Ink (E Ink a été rachetée en décembre 2009 par le fabricant taïwanais d'écrans LCD PrimeView International, ou PVI). Ce nouveau papier utilisait de fins compartiments transparents (microcapsules de 40 micromètres de diamètre) remplis de particules blanches chargées électriquement, plongées dans de la paraffine liquide colorée. Des circuits électroniques permettaient de contrôler la position des particules blanches au sommet de la capsule (pixel  blanc) ou au fond de la capsule (pixel de la couleur de l'huile). 
Cette technologie rappelle fortement les affichages à base d'électrophorèse, mais l'usage de microcapsules au lieu de verre a permis de réaliser de tels afficheurs sur des feuilles de plastique flexibles. 
On peut citer par exemple l'usage de particules de dioxyde de titane (blanc) chargées négativement plongées dans du colorant noir. Les microcapsules étaient maintenues dans une couche de polymère liquide transparent pris en sandwich entre deux quadrillages d'électrodes d'oxyde d'indium-étain, un matériau conducteur transparent. Chaque pixel se trouve à l'intersection de deux lignes d'électrodes (une pour chaque couche). La feuille était protégée par une feuille de plastique transparent, portant l'épaisseur totale de la feuille à 80 micromètres (deux fois plus que du papier classique).
Le réseau d'électrodes est connecté à un circuit électronique gérant l'affichage, qui s'occupe du basculement des pixels entre les états blanc et noir. Dans une version plus récente de cette technologie, l'utilisation d'une seule couche d'électrode s'avéra suffisante pour contrôler les pixels.
D'autres recherches sur le papier électronique ont porté sur l'utilisation de transistors à effet de champ organiques (OFET) enchâssés dans un substrat flexible,, allant même jusqu'à des essais visant à installer des transistors organiques directement sur du papier classique.

#### Cristaux liquides bistables
Cette technologie est basée sur un principe unique appelée « rupture surfacique d'ancrage ». Avec cette technologie, le cristal liquide possède deux états stables, l'état « uniforme » (« U » ou « uniform » en anglais) et l'état « tourné » (« T » ou « twisted » en anglais), chacun sélectionné par simple application d'un signal électrique. Une fois l'un ou l'autre état sélectionné (blanc ou noir), il est conservé sans consommer d'énergie. Une impulsion électrique éloigne les molécules de la surface en rompant l'ancrage faible. La forme du front descendant de l'impulsion définit l'organisation des molécules en état « U » ou « T ».

### Papier électronique polychrome
Il en existe plusieurs types.
Dans les variantes trois teintes, ils comportent généralement du blanc, du noir et une couleur (rouge, jaune,...), ce type d'affichage est principalement utilisé pour des petits écrans ou des étiquettes électroniques.
Dans la version avec davantage de couleurs, le principe du papier électronique couleur consiste en la superposition d'un filtre optique coloré sur le papier électronique monochrome décrit précédemment. Le quadrillage de pixels devient un quadrillage de groupes de pixels cyan, magenta, jaune, noir (CMJN), de la même manière que l'offset en imprimerie.

## Applications
Il existe plusieurs approches au papier électronique, et plusieurs compagnies développant différentes technologies indépendamment. Le papier électronique a ainsi connu des applications aussi diverses que : 
- liseuse ;
- remplaçant d'un écran à cristaux liquides (lecteurs portables, téléphones…) ;
- remplaçant d'un écran à affichage électro-chimique ;
- écran magique, etc.

Les différentes formes de papier électronique sont produites par de nombreuses sociétés telles que Gyricon (en) (spin-off de Xerox), Philips, E Ink Corporation (en)…

### Applications commerciales

#### Lecteurs de livres électroniques
Liste non exhaustive :
- Le lecteur Sony Librié est sorti en 2004 au Japon. Ce fut le premier appareil électronique vendu dans le commerce à utiliser une technologie d'affichage par papier électronique. L'écran était un écran 6 pouces SVGA à matrice active utilisant la technologie d'encre électronique fondée sur l'électrophorèse.
- Le Sony Reader, successeur du Librié et disponible aux États-Unis, fut annoncé le 6 janvier 2006, et commercialisé en septembre 2006. Ce lecteur utilisait une version mise à jour de l'afficheur de Librié original.
- L'iLiad, d'iRex Technologies, sorti en avril 2006[15]. Lecteur portable capable de lire des documents aux formats PDF, HTML et livres PRC/MOBI (Mobipocket). Il est équipé d'un écran au format 20 centimètres intégrant une dalle tactile permettant l'annotation de documents.
- Le Digital Reader 1000, d'iRex Technologies, sorti fin 2008. Lecteur portable capable de lire des documents PDF, HTML et livres PRC/MOBI (Mobipocket). Il est équipé d'un écran au format A5 intégrant une dalle tactile permettant l'annotation de documents. C'est actuellement la plus grande taille d'écran sur le marché.
- Le STAReBOOK du taïwanais eRead sortit en décembre 2006. Qualifié du titre de lecteur le plus fin et le plus léger du marché, il utilisait le même écran de 15 x 24 centimètres que le Sony Reader.
- Le eFlybook est un lecteur destiné au monde de l'aviation. Préchargé de cartes et de manuels de procédures, il est basé sur l'iLiad d'iRex Technologies.
- Le Hanlin eReader V8 de Jinke fut lancé en 2006. Il utilisait lui aussi l'écran 6 pouces du Sony Reader.
- Le GeR1 et le GeR2 de Ganaxa sortis fin 2007.
- Le Cybook Gen3 de Bookeen a été lancé fin octobre 2007. Il possède un écran 6 pouces proche de celui du Sony Reader.
- Le Kindle, commercialisé par Amazon depuis novembre 2007[16].
- Le Kobo Touch, commercialisé en France par la Fnac depuis novembre 2011.
- Le Kobo Glo HD, commercialisé en France par la Fnac depuis 2015.

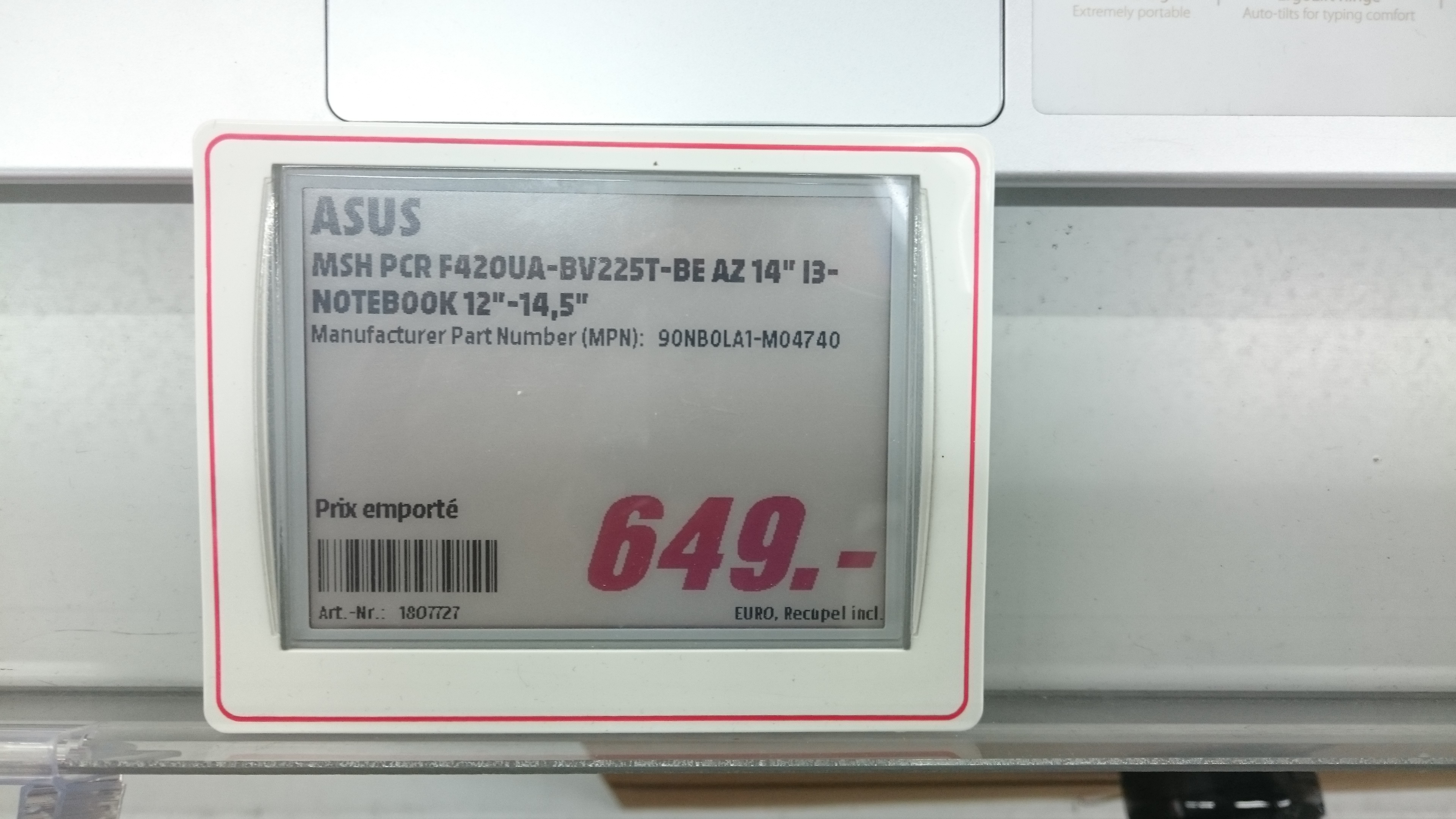
Une étiquette électronique avec noir, rouge et blanc.

#### Presse
En février 2006, le journal flamand De Tijd annonça qu'il mettait en place la distribution d'une version du journal sur papier électronique, pour une étude marketing auprès de quelques abonnés. Ce fut la première application du papier électronique dans le domaine de l'édition de journaux. L'essai fut mené grâce à des versions modifiées de l'iLiad d'iRex Technologies.
En septembre 2007, le journal français Les Échos annonça la commercialisation de deux abonnements basés sur des applications de papier électronique avec l'objectif d'acquérir plusieurs milliers d'abonnés. Deux lecteurs à base du papier électronique d'E Ink sont proposés à l'abonnement : un lecteur léger (176 g) adapté par Ganaxa et le lecteur iLiad. Les plateformes de distribution de contenus sont aussi différentes, l'une étant développée par Ganaxa et l'autre par l'équipe « éditions numériques » des Échos.

#### Affichages embarqués sur des cartes à puce
La première carte à puce équipée d'un affichage par papier électronique et certifiée par l'ISO fut développée par Smartdisplayer, une entreprise taïwanaise, grâce au papier électronique de SiPix. Elle permet au porteur de la carte de générer un mot de passe temporaire pour réduire les risques de fraude à la carte bancaire. L'avantage principal de cette méthode réside dans le faible encombrement nécessaire à sa mise en œuvre.

#### Écrans de téléphone mobile
Le Motofone de Motorola (2006-2008) utilisait pour écran un papier électronique monochrome d'E Ink (en).
La société Russe Yota Devices a produit trois téléphones à double écrans : Yotaphone,
Yotaphone 2 et le Yotaphone 3. Elle a fait faillite en 2019.
Sorti en 2018, le téléphone américain Light Phone 2 possède un écran de ce type.
Il y a aussi un smartphone chinois, le HISENSE A5 avec un grand écran à encre électronique.

### Applications industrielles

#### Production, logistique
Les étiquettes numériques industrielles utilisent la technologie du papier électronique pour afficher des informations telles que les références de stockages, les nomenclatures, les ordres de production, ou les informations traditionnellement imprimées sur les kanbans.

#### Sécurité
Afin de contrôler l'identité d'une personne ou son temps d'exposition dans un environnement sensible, des badges numériques industriels utilisent du papier électronique sur des petits formats (environ 5 cm par exemple). Ils sont mis à jour par l'intermédiaire de logiciel serveur. Leur robustesse est plus adaptée que les badges plastiques traditionnels.